# Lucifer-Polka
Lucifer-Polka (La polka de Lucifer) est une polka rapide de Johann Strauss II (op. 266). L'œuvre est créée le 22 février 1862 dans la salle Dianabad à Vienne.

## Histoire
Cette polka rapide est écrite pour le bal du carnaval de 1862 de l'association des artistes Hesperus et est également jouée lors de cet événement. L'œuvre est basée sur la valse Hesperus-Ball-Tänzen, op. 116, composée par son père. Le nom du titre sème la confusion : vient-il de Lucifer, l'ange déchu et synonyme du diable dans la Bible, ou vient-il de la mythologie romaine avec la planète Vénus porteuse de lumière ? Strauss conçoit l'œuvre, qui par ailleurs est bien accueillie, avec rapidité et gaieté, et laisse l'interprétation à l'auditeur.

## Durée
Sa durée d'exécution est d'environ 2 minutes et 50 secondes. Elle durée peut varier quelque peu selon l'interprétation musicale du chef d'orchestre.

## Interprétations notables
La pièce est jouée lors des concerts du nouvel an à Vienne : en 1994, sous la direction de Lorin Maazel ; 2001, sous la direction de Nikolaus Harnoncourt.